# Платоновка (Тульская область)
Платоновка — деревня в городском округе «город Ефремов» Тульской области России.
Находится на юге района, в 13 км от Ефремова, в 129 км от Тулы и в 326 км от Москвы.
Рядом с деревней проходит трасса М4 «Дон» и железнодорожная линия Кашира — Елец.
В деревне имеется придорожный гостиничный комплекс.

## Население
| 2004 | 2010 |
| ---- | ---- |
| 75   | ↘64  |